# Marie Lu
'Marie Lu, geboren als Xiwei Lu' (Wuxi, 11 juli 1984), is een Chinees-Amerikaans schrijver. Ze is bekend geworden om de Legend-trilogie. Deze boekenserie speelt zich af in een dystopische en gemilitariseerde toekomst.

## Biografie
Lu werd geboren in 1984 in Wuxi en verhuisde later naar Peking. In 1989, toen Marie vijf jaar oud was, verhuisden zij en haar familie naar Texas in de Verenigde Staten. Ze studeerde aan de University of Southern California en liep stage bij Disney Interactive Studios. Voor ze haar eerste boek schreef, werkte Lu als grafisch ontwerper in de computerspelindustrie.

## Boekrecensie
In The New York Times schreef criticus en auteur Ridley Pearson over Lu's eerste boek Legend het volgende: "Oververpakte, overhypede eerste romans zijn een slechte dienst van hun uitgevers, met ongeteste auteurs verwachtten ze op de een of andere manier alle glans en glitters van een prepublicatie promotionele blitz te rechtvaardigen. Te veel mensen verdienen gewoon niet de aandacht, daarom kon ik alleen maar opstaan en juichen voor Marie Lu's 'Legend.' Een mooi voorbeeld van commerciële fictie met vlijmscherpe plotting, karakterdiepte en emotionele boog, 'Legend' overleeft niet alleen de hype, het verdient het ook."

### Legend-trilogie
- Legend (2011)
- Prodigy (2012)
- Champion (2013)
- Life Before Legend (2013)
- Rebel (2019)

### The Young Elites-serie
- The Young Elites (2014)
- The Rose Society (2015)
- The Midnight Star (2016)

### Warcross-serie
- Warcross (2017)
- Wildcard (2018)

### DC Icons-serie
- Wonder Woman: Warbringer (2017)
- Batman: Nightwalker (2018)
- Catwoman: Soulstealer (2018)

### Skyhunter-serie
- Skyhunter (2020)
- Steelstriker (2021)